# Бар-Аді
Бар-Аді́ — невеликий острів в Червоному морі в архіпелазі Дахлак, належить Еритреї, адміністративно відноситься до району Дахлак регіону Семіен-Кей-Бахрі.

## Географія
Розташований на північний захід від острова Дехель. Має компактну, видовжену з північного заходу на південний схід, форму. Довжина 3 км, ширина до 1,3 км. Острів облямований піщаними мілинами та кораловими рифами.